# バート・デュルクハイム
バート・デュルクハイム (独: Bad Dürkheim) はドイツ連邦共和国 ラインラント＝プファルツ州 バート・デュルクハイム郡にある市で、同郡の郡庁所在地であり、ライン＝ネッカー広域連合にある温泉街である。

## 姉妹都市
- - ソーヌ＝エ＝ロワール県 パレ＝ル＝モニアル(Paray-le-Monial)（フランス）
- - ウェルズ(Wells)（イギリス）
- - クルチボルク(Kluczbork)（ポーランド）
- - ケンプテン(Kempten (Allgäu))（バイエルン自由州、2001年）

## 出身者
- フィリップ・ファウト - 天文学者
- トビアス・ジッペル - サッカー選手
- ヤン・ツィマー - サッカー選手